# Консилер

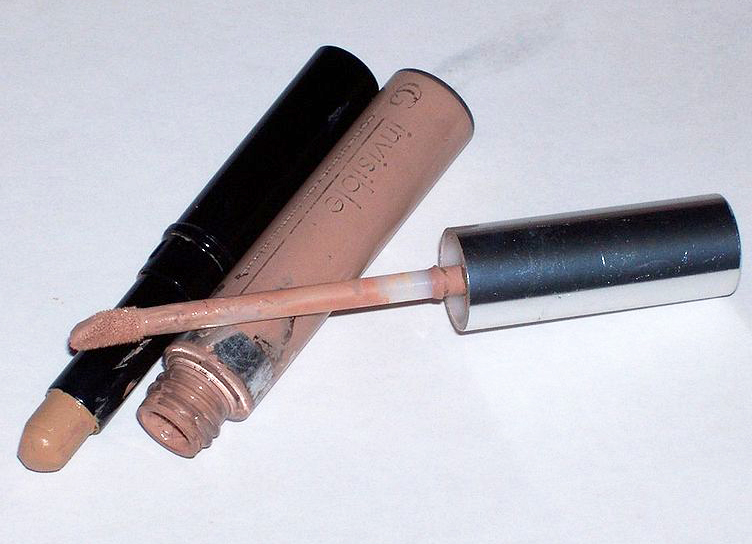
Консилер

Консилер — маскувальний засіб, коректор.
Консилер приховує дрібні недоліки на обличчі, пігментні плями, прищі, почервоніння, мішки під очима, мімічні зморшки. Засіб не в змозі усунути причини цих проблем шкіри, але допомагає швидко та ефективно замаскувати їх. Нині відомі та провідні фірми на ринку косметології випускають консилери, до складу яких входять речовини, здатні освітлювати пігментні плями, підсушувати акне, а також вітаміни, антиоксиданти.
Консилер наноситься на проблемну зону «точково» (після нанесення основи, але до нанесення тону) — вбивається в шкіру пальцем і розтушовується пензликом або зволоженою губкою.

## Використання консилера
Коректор може приховати дефекти, замаскувати темні кола, виділити або виправити колір.

### Приховування плям
Щоб приховати прищі, використовують консилер під тон шкіри, який є густим і багатим пігментом. Ці типи консилерів зазвичай містять інгредієнти проти акне, тому, оскільки вони допомагають покривати, вони також оздоровлюють шкіру. Цей консилер дуже важкий, тому його найкраще використовувати лише для «точкового» приховування, інакше ваш макіяж в кінцевому підсумку вийде невдало.

### Консилер для освітлення
Останнім часом використання консилера для мелірування стало дуже популярною технікою макіяжу. Використовуючи консилер, який на один-два відтінки світліший за тон шкіри, ви малюєте V під оком, щоб закрити всю тінь. Після розтушовування він приверне більше світла в цю зону, створюючи видимість відсутності темних кіл під очима. Цю техніку можна використовувати на інших ділянках обличчя, які потрібно зробити світлішими. Консилери також використовують для контурингу, якщо він на два тони темніший, ніж шкіра.

### Корекція кольору
Корекція кольору передбачає використання консилерів персикового, зеленого та фіолетового відтінків, щоб заглушити певні ділянки знебарвлення. Кожен колір приховує певний колір або тьмяність. Зелений використовується, коли потрібно замаскувати почервоніння. Персиковий використовується для усунення синіх темних кіл, фіолетовий приховує будь-які жовті плями. Використовуючи цю техніку, важливо врахувати, що це потрібно робити перед нанесення бази й тільки тонкими шарами. Якщо нанести занадто багато, він може прозирати крізь тональний крем.

## Форми
Різні форми випуску маскувальних продуктів і призначені для різних цілей:
- для обережного тонування невеликих прищиків найкраще підходить маскувальний олівець (у тому числі антибактеріальний);
- рідкий консилер можна наносити як вибірково, так і на кшталт тонального крему, використовуючи пензлик або губку. Вони оптимальні для маскування ділянок з тонкою шкірою (наприклад, навколо очей), або якщо ваша шкіра за визначенням суха і чутлива;
- консилер-стік або каверстик найважче дозувати. Він призначений для освіження і матування великих ділянок, найкраще підходить тим, чия шкіра жирна, проблемна, а також для маскування веснянок, пігментних плям, розширених судин. Тонкою, ювелірної роботи щодо маскування за допомогою стіки не проведеш, зате він тримається довше і покриває шкіру щільніше;
- консилер-крем, зазвичай продається у вигляді палетки з кількома відтінками. Його наносять губкою або пензликом. Такий консилер можна використовувати як для області навколо очей, так і для інших ділянок обличчя. Це універсальний продукт.

## Види консилера
Кожен тип консилера унікальний і має властивості, які краще підходять для різних типів шкіри.

### Консилер-крем
Доступний у невеликій баночці або палетці, залишає на шкірі атласний або кремовий відтінок. Має густу текстуру з непрозорим пігментом.

### Рідкий консилер
Доступний у пробірках, що стискаються, циліндричних або квадратних трубках (також відомих як флакони). Залишає атласне, блискуче мерехтіння або матове покриття.

### Стик-консилер
Залишає матове або сатинове покриття. Обидва покриття довговічні, не тріскаються і не розтікаються.

### Консилер-пудра
Доступний у вигляді компактної пудри-консилера. Наноситься губкою для пудрового матового покриття.

### Консилер-олівець
Багатофункціональний кремовий консилер, який можна використовувати для точкового маскування дрібних плям і темних плям.

## Кольори
Зелений (м'ятний) коректор нейтралізує червоний колір, а значить, допоможе приховати запалення і почервоніння на обличчі. Крім судин, зеленим коректором зручно маскувати маленькі червоні цятки і невеликі прищики, а також кола червонуватого відтінку злегка опухлих очей.
Жовтий холодний (протилежний фіолетового) відмінно замаскує синюваті/фіолетові кола під очима, найчастіше з'являються в результаті втоми, і зробить яскравіше і рівніше майже будь-який колір шкіри.
Оранжевий (протилежний синього) використовується для маскування синьо-зелених синців під очима і маленьких вінок навколо очей, а також для шкіри змішаного типу або темної шкіри з переважанням холодних тонів, щоб зробити загальний тон теплішим.
Блакитний застосовується для знебарвлення пігментних плям, освітлення темних кіл під очима, для маскування розацеа, на великих ділянках почервоніння засмаглої шкіри, а також для маскування ділянок з почервоніннями шкіри природних блондинів, рясних веснянок, жовтуватої шкіри.
Ліловий, або бузковий, або лавандовий (протилежний жовтого) коректор перш за все підійде володарям шкіри з домінантним жовтуватим відтінком (азійський тип), він додасть особі здорове сяйво, нейтралізує жовтизну, жовті плями й ластовиння. Ще він маскує синці та освіжає стомлене обличчя. Можна використовувати лавандового кольору коректор для пом'якшення тону засмаги, щоб зробити його рівномірним.
Рожевий допомагає приховати характерний для східного і середземноморського типу природний коричневий відтінок контуру очей, що не піддається коригуванню основним тоном і заважає виконанню правильного макіяжу очей. Взагалі всі кошти з рожевим пігментом (коректори, вуалі, відтінкові пудри) використовуються для корекції сіруватого відтінку шкіри, і тому дуже добре підходять для жінок елегантного віку, оскільки надають обличчю свіжість і молодість, роблять тьмяну шкіру яскравіше.